# Massacre de Chekka
Le massacre de Chekka est survenu le 5 juillet 1976 lorsque des combattants du Mouvement national libanais et des palestiniens ont tué environ 200 personnes dans les villes chrétiennes de Chekka et Hamat pendant la guerre civile libanaise. Le 12 juillet suivant, en représailles aussi au massacre de Damour du 30 janvier 1976, des milices maronites libanaises perpétraient le massacre de Tel al-Zaatar, au cours duquel elles ont tué des milliers de combattants et de réfugiés palestiniens à Beyrouth,.

## Massacre
L'attaque a été lancée depuis Tripoli par des militants palestiniens et des membres d'un groupe de gauche appelé Jund Allah. Le groupe a pris d'assaut la colonie chrétienne pro-syrienne du Parti social nationaliste de Chekka et de Hamat. Environ 200 personnes ont été tuées dans les 24 heures qui ont suivi. Les habitants ont tenté de fuir par un tunnel vers Batroun mais les assaillants ont bloqué la sortie. Beaucoup ont été tués lorsque leurs voitures ont pris feu et les ont étouffés à mort.
Environ 200 civils ont été tués. 4 200 personnes vivaient dans la ville à l'époque, ce qui signifie qu'environ plus de 4% de la population de Chekka a été tuée. Chekka et Hamat ont ensuite été repris par des paramilitaires chrétiens de droite ainsi que plusieurs autres villes qui avaient été prises lors de l'offensive du LNM,.